# Josef Slavík
Josef Slavík (Jince, Bohèmia central, 26 de març de 1806 - Budapest, Hongria, 1833) fou un violinista i compositor txec que morí només amb 27 anys.
Estudia al Conservatori de Praga, i el 1823 entrà coma violí en el teatre d'aquesta ciutat. Dos anys més tard marxà a Viena on va conèixer a Frédéric Chopin, i en Franz Schubert, al qual inspirà diverses de les seves obres de música de cambra, el 1829 entrà en l'orquestra del teatre de la cort, a més va emprendre una sèrie de viatges per tot Europa, en els que es feu aplaudir com a concertista.
El 1833 oferí un concert de comiat el 28 d'abril, perquè anava a fer una gira; seria la seva última presentació. En el viatge vers a Budapest se li manifestà la febre tifoide, morint molt poc tems després. L'any 1933 les seves restes foren traslladades a Praga al turó de Vysherad.
Va compondre dos concerts per a violí, un doble concert per a dos violins, un quartet per a instruments d'arc, i diverses altres obres.